# バイロン郡区 (アイオワ州ブキャナン郡)
バイロン郡区は、アメリカ合衆国、アイオワ州、ブキャナン郡にある16の郡区の一つである。2000年の国勢調査で、人口は1063人だった。

## 地理
バイロン郡区は、94.7平方キロメートル（36.55平方マイル)で、Winthropが含まれる。
アメリカ地質調査所によると、この郡区はByronとFairviewとPayneの3つの霊園が含まれる。かつてのニュータウン建設用地のDorisもある。